# Miss Universo
Miss Universo è un concorso di bellezza organizzato dalla Miss Universe Organization. Si tratta di uno dei più prestigiosi concorsi al mondo, seguito ogni anno da circa 600 milioni di spettatori. Nato in California nel 1952, il concorso è gestito dal gruppo WME/IMG, che lo ha rilevato dal magnate Donald Trump nel 2015.
Insieme con i concorsi rivali Miss Mondo, Miss International, Miss Supranational e Miss Grand International, Miss Universo è uno dei concorsi di bellezza maggiormente pubblicizzati al mondo. Tutti insieme formano i Grand Slam beauty pageants (Concorso di bellezza del Grande Slam).

## Storia
Il concorso che diede origine a Miss Universo si chiamava International Pageant of Pulchritude, che fu organizzato tra gli anni '20 e '30 del secolo scorso.
Miss Universo inizia nel 1952 assieme a quello di Miss USA, ideato dalla linea di costumi da bagno Catalina che aveva rescisso il contratto di sponsorizzazione con il concorso di Miss America l'anno precedente. L'evento trova subito un ottimo riscontro di partecipazione e pubblico tanto da diventare una vera e propria festa televisiva annuale a partire dal 1955. Nel 1960 la rete televisiva americana CBS compra i diritti di programmazione del concorso per poi cederli alla NBC solo nel 2003: Miss Universo è nel frattempo diventato di gran lunga il concorso di bellezza più prestigioso e famoso del mondo.
Il formato del concorso ha subito piccole alterazioni negli anni. Le candidate trascorrono una media di 4 settimane nella località ospite (di solito nel periodo estivo) partecipando a serate di gala, eventi e incontri con il pubblico. Le 15 semifinaliste vengono scelte durante una competizione preliminare, tenuta qualche giorno prima della serata finale. Questa competizione preliminare è divisa in tre categorie: intervista con i giudici (discutono con ogni candidata per saggiarne cultura generale, progetti personali ed aspirazioni), sfilata in costume da bagno (spesso una delle linee sponsor) e sfilata in abito da sera (scelto e procurato dalla candidata a propria discrezione).
Le due sfilate si svolgono consecutivamente nella stessa serata, uno o due giorni dopo il turno di interviste. Dal 2005 al 2014, 6 delle semifinaliste venivano scelte dall'organizzazione indipendentemente dai giudici. In anni passati il numero delle semifinaliste è variato, ma non ci sono mai stati anni con meno di 10 semifinaliste o più di 20. La notte della finale, le semifinaliste vengono annunciate durante la diretta televisiva e devono poi concorrere in costume da bagno o abito da sera (il formato sembra alternare negli anni). Le 10 concorrenti con il punteggio più alto avanzano e dopo l'altro round di competizione, le 5 finaliste vengono selezionate. Il risultato finale viene determinato da un turno di domande e risposte tra i giudici e le concorrenti assieme all'impressione generale sulla performance e la bellezza della singola concorrente. I giudici della finale sono sempre diversi dai giudici delle preliminari.
Oltre al titolo di Miss Universo vengono assegnati tre altri titoli che seppur di minor importanza, sono comunque parte integrante della storia del concorso: il premio simpatia (Miss Congeniality) votato dalle concorrenti stesse ed il premio per il miglior costume nazionale selezionato da un'apposita giuria. Il premio fotogenia (Miss Photogenic) merita un approfondimento a parte: assegnato in passato dai fotografi impegnati nella copertura dell'evento, viene ora invece votato direttamente dal pubblico tramite Internet. Di conseguenza, dall'anno del cambiamento delle regole il premio è andato quattro volte di seguito alla rappresentante di Porto Rico e tre volte a quella delle Filippine, paesi entrambi noti per il loro estremo attaccamento ai concorsi di bellezza.
Il ruolo di Miss Universo dopo l'elezione è legato soprattutto alla beneficenza. L'organizzazione del concorso supporta cause quali ad esempio la lotta contro l'AIDS e Miss Universo riesce ad accumulare milioni e milioni di dollari ogni anno da dedicarvi. Inoltre, la vincitrice viaggia per il mondo partecipando a diversi tipi di eventi (concorsi di bellezza, inaugurazioni, prime, visite ad ospedali o truppe all'estero e così via) a cui è invitata o deve apparire per contratto. Assieme alla vittoria, Miss Universo si aggiudica una borsa di studio di due anni presso la New York Film Academy del valore di $100.000, uno stipendio per l'intera durata del titolo, un'ampia collezione di vestiti, costumi da bagno, abiti da sera, scarpe e prodotti di bellezza e moltissimi altri premi inclusa la permanenza gratuita in un appartamento di lusso nella Trump Tower a New York.
Ogni anno il concorso è puntualmente uno degli eventi televisivi più seguiti al mondo, con un'audience stimata tra i 600 e i 900 milioni di spettatori in circa 90 paesi. La manifestazione è particolarmente famosa in Sud America, soprattutto in paesi quali la Colombia, il Brasile e soprattutto il Venezuela dove i concorsi di bellezza fanno parte della cultura nazionale e le rappresentanti nazionali vengono sottoposte ad una preparazione minuziosissima. In passato, vincitrici del concorso provenienti da questi paesi sono diventate vere e proprie eroine nazionali trovando fama e grandissimo riscontro di pubblico, fino ad ottenere addirittura esenzioni a vita dalle tasse. Il concorso, al contrario, è poco seguito in Europa e le concorrenti europee hanno avuto storicamente meno successo, in particolare negli ultimi decenni. L'ultima europea a vincere il titolo è stata la francese Iris Mittenaere nel 2016.
Gli Stati Uniti d'America sono il paese con i migliori risultati in assoluto: 9 delle candidate americane hanno vinto la corona (più di ogni altro paese) e solo quattro dal 1952 non sono riuscite ad avanzare alle semifinali.

## Albo d'oro
| Anno | Primo posto       | Primo posto            | Secondo posto   | Secondo posto                  | Sede                           |
| Anno | Nazione           | Miss Universo          | Nazione         | Miss                           | Sede                           |
| ---- | ----------------- | ---------------------- | --------------- | ------------------------------ | ------------------------------ |
| 1952 | Finlandia         | Armi Kuusela           | Stati Uniti     | Elza Kananionapua Edsman       | Long Beach, Stati Uniti        |
| 1953 | Francia           | Christiane Martel      | Stati Uniti     | Myrna Rae Hansen               | Long Beach, Stati Uniti        |
| 1954 | Stati Uniti       | Miriam Stevenson       | Brasile         | Maria Marta Hacker Rocha       | Long Beach, Stati Uniti        |
| 1955 | Svezia            | Hillevi Rombin         | El Salvador     | Maribel Arrieta Galvez         | Long Beach, Stati Uniti        |
| 1956 | Stati Uniti       | Carol Morris           | Germania Ovest  | Marina Orschel                 | Long Beach, Stati Uniti        |
| 1957 | Perù              | Gladys Zender          | Brasile         | Teresinha Gonçalves Morango    | Long Beach, Stati Uniti        |
| 1958 | Colombia          | Luz Marina Zuluaga     | Brasile         | Adalgisa Colombo               | Long Beach, Stati Uniti        |
| 1959 | Giappone          | Akiko Kojima           | Norvegia        | Jorunn Kristjansen             | Long Beach, Stati Uniti        |
| 1960 | Stati Uniti       | Linda Bement           | Italia          | Daniela Bianchi                | Miami Beach, Stati Uniti       |
| 1961 | Germania Ovest    | Marlene Schmidt        | Galles          | Rosemarie Frankland            | Miami Beach, Stati Uniti       |
| 1962 | Argentina         | Norma Nolan            | Islanda         | Anna Geirsdóttir               | Miami Beach, Stati Uniti       |
| 1963 | Brasile           | Iêda Maria Vargas      | Danimarca       | Aino Korwa                     | Miami Beach, Stati Uniti       |
| 1964 | Grecia            | Corinna Tsopei         | Inghilterra     | Brenda Blackler                | Miami Beach, Stati Uniti       |
| 1965 | Thailandia        | Apasra Hongsakula      | Finlandia       | Virpi Liisa Miettinen          | Miami Beach, Stati Uniti       |
| 1966 | Svezia            | Margareta Arvidsson    | Finlandia       | Satu Charlotta Ostring         | Miami Beach, Stati Uniti       |
| 1967 | Stati Uniti       | Sylvia Hitchcock       | Venezuela       | Mariela Pérez                  | Miami Beach, Stati Uniti       |
| 1968 | Brasile           | Martha Vasconcellos    | Curaçao         | Anne Marie Braafheid           | Miami Beach, Stati Uniti       |
| 1969 | Filippine         | Gloria Maria Diaz      | Finlandia       | Harriet Marita Eriksson        | Miami Beach, Stati Uniti       |
| 1970 | Porto Rico        | Marisol Malaret        | Stati Uniti     | Deborah Dale Shelton           | Miami Beach, Stati Uniti       |
| 1971 | Libano            | Georgina Rizk          | Australia       | Toni Suzanne Rayward           | Miami Beach, Stati Uniti       |
| 1972 | Australia         | Kerry Anne Wells       | Brasile         | Rejane Vieira de Costa         | Dorado, Porto Rico             |
| 1973 | Filippine         | Maria Margarita Moran  | Stati Uniti     | Amanda C. Jones                | Atene, Grecia                  |
| 1974 | Spagna            | Amparo Muñoz           | Galles          | Helen Elizabeth Morgan         | Manila, Filippine              |
| 1975 | Finlandia         | Anne Marie Pohtamo     | Haiti           | Gerthie David                  | San Salvador, El Salvador      |
| 1976 | Israele           | Rina Messinger         | Venezuela       | Judith Josefina Castillo Uribe | Hong Kong, Hong Kong           |
| 1977 | Trinidad e Tobago | Janelle Commissiong    | Austria         | Eva Maria Düringer             | Santo Domingo, Rep. Dominicana |
| 1978 | Sudafrica         | Margaret Gardiner      | Stati Uniti     | Judi Lois Andersen             | Acapulco, Messico              |
| 1979 | Venezuela         | Maritza Sayalero       | Bermuda         | Gina Ann Casandra Swainson     | Perth, Australia               |
| 1980 | Stati Uniti       | Shawn Weatherly        | Scozia          | Linda Gallagher                | Seul, Corea del Sud            |
| 1981 | Venezuela         | Irene Sáez             | Canada          | Dominique Dufour               | New York, Stati Uniti          |
| 1982 | Canada            | Karen Dianne Baldwin   | Guam            | Patty Chong Kerkos             | Lima, Perù                     |
| 1983 | Nuova Zelanda     | Lorraine Downes        | Stati Uniti     | Julie Lynn Hayek               | Saint Louis, Stati Uniti       |
| 1984 | Svezia            | Yvonne Ryding          | Sudafrica       | Leticia Snyman                 | Miami, Stati Uniti             |
| 1985 | Porto Rico        | Deborah Carthy-Deu     | Spagna          | Maria Teresa Sanchez Lopez     | Miami, Stati Uniti             |
| 1986 | Venezuela         | Bárbara Palacios Teyde | Stati Uniti     | Christiane Crane Fichtner      | Panama, Panama                 |
| 1987 | Cile              | Cecilia Bolocco        | Italia          | Roberta Capua                  | Singapore, Singapore           |
| 1988 | Thailandia        | Porntip Nakhirunkanok  | Corea del Sud   | Jang Yoon-jeong                | Taipei, Taiwan                 |
| 1989 | Paesi Bassi       | Angela Visser          | Svezia          | Louise Drevenstam              | Cancún, Messico                |
| 1990 | Norvegia          | Mona Grudt             | Stati Uniti     | Carol Anne Marie Gist          | Los Angeles, Stati Uniti       |
| 1991 | Messico           | Lupita Jones           | Paesi Bassi     | Paulien Huizinga               | Las Vegas, Stati Uniti         |
| 1992 | Namibia           | Michelle McLean        | Colombia        | Paola Turbay Gomez             | Bangkok, Thailandia            |
| 1993 | Porto Rico        | Dayanara Torres        | Colombia        | Paula Andrea Betancourt        | Città del Messico, Messico     |
| 1994 | India             | Sushmita Sen           | Colombia        | Carolina Gomez Correa          | Manila, Filippine              |
| 1995 | Stati Uniti       | Chelsi Smith           | India           | Manpreet Brar                  | Windhoek, Namibia              |
| 1996 | Venezuela         | Alicia Machado         | Aruba           | Taryn Scheryl Mansell          | Las Vegas, Stati Uniti         |
| 1997 | Stati Uniti       | Brook Mahealani Lee    | Venezuela       | Marena Bencomo                 | Miami Beach, Stati Uniti       |
| 1998 | Trinidad e Tobago | Wendy Fitzwilliam      | Venezuela       | Veruska Ramírez                | Honolulu, Stati Uniti          |
| 1999 | Botswana          | Mpule Kwelagobe        | Filippine       | Miriam Quiambao                | Chaguaramas, Trinidad e Tobago |
| 2000 | India             | Lara Dutta             | Venezuela       | Claudia Moreno                 | Nicosia, Cipro                 |
| 2001 | Porto Rico        | Denise Quiñones        | Grecia          | Evelina Papantoniou            | Bayamón, Porto Rico            |
| 2002 | Russia            | Oksana Fëdorova        | Cina            | Zhuo Ling                      | San Juan, Porto Rico           |
| 2002 | Panama            | Justine Pasek          | Cina            | Zhuo Ling                      | San Juan, Porto Rico           |
| 2003 | Rep. Dominicana   | Amelia Vega            | Venezuela       | Mariángel Ruiz                 | Panama, Panama                 |
| 2004 | Australia         | Jennifer Hawkins       | Stati Uniti     | Shandi Finnessey               | Quito, Ecuador                 |
| 2005 | Canada            | Natalie Glebova        | Porto Rico      | Cynthia Enid Olavarria Rivera  | Bangkok, Thailandia            |
| 2006 | Porto Rico        | Zuleyka Rivera Mendoza | Giappone        | Kurara Chibana                 | Los Angeles, Stati Uniti       |
| 2007 | Giappone          | Riyo Mori              | Brasile         | Natália Guimarães              | Città del Messico, Messico     |
| 2008 | Venezuela         | Dayana Mendoza         | Colombia        | Taliana Maria Vargas Carrillo  | Nha Trang, Vietnam             |
| 2009 | Venezuela         | Stefanía Fernández     | Rep. Dominicana | Ada Aimée de la Cruz González  | Nassau, Bahamas                |
| 2010 | Messico           | Jimena Navarrete       | Giamaica        | Yendi Phillipps                | Las Vegas, Stati Uniti         |
| 2011 | Angola            | Leila Lopes            | Ucraina         | Olesya Stefanko                | San Paolo, Brasile             |
| 2012 | Stati Uniti       | Olivia Culpo           | Filippine       | Janine Tugonon                 | Las Vegas, Stati Uniti         |
| 2013 | Venezuela         | María Gabriela Isler   | Spagna          | Patricia Rodríguez             | Mosca, Russia                  |
| 2014 | Colombia          | Paulina Vega           | Stati Uniti     | Nia Sanchez                    | Miami, Stati Uniti             |
| 2015 | Filippine         | Pia Wurtzbach          | Colombia        | Ariadna Gutiérrez              | Las Vegas, Stati Uniti         |
| 2016 | Francia           | Iris Mittenaere        | Haiti           | Raquel Pélissier               | Pasay, Filippine               |
| 2017 | Sudafrica         | Demi-Leigh Nel-Peters  | Colombia        | Laura González                 | Las Vegas, Stati Uniti         |
| 2018 | Filippine         | Catriona Gray          | Sudafrica       | Tamaryn Green                  | Bangkok, Thailandia            |
| 2019 | Sudafrica         | Zozibini Tunzi         | Porto Rico      | Madison Anderson               | Atlanta, Stati Uniti           |
| 2020 | Messico           | Andrea Meza            | Brasile         | Julia Gama                     | Miami, Stati Uniti             |
| 2021 | India             | Harnaaz Sandhu         | Paraguay        | Nadia Ferreira                 | Eilat, Israele                 |
| 2022 | Stati Uniti       | R'Bonney Gabriel       | Venezuela       | Amanda Dudamel                 | New Orleans, Stati Uniti       |
| 2023 | Nicaragua         | Sheynnis Palacios      | Thailandia      | Anntonia Porsild               | San Salvador, El Salvador      |
| 2024 | Danimarca         | Victoria Kjær Theilvig | Nigeria         | Chidimma Adetshina             | Mexico City, Messico           |

1. ↑  Rinunciò ufficialmente in quanto non in grado di conciliare gli impegni di Miss Universo coi suoi studi di giurisprudenza; pertanto fu detronizzata dalla seconda classificata.
2. ↑  La Cina, terza classificata, a seguito della detronizzazione della Russia divenne seconda classificata.

## Albo d'oro per nazione
La seguente tabella presenta una classifica delle nazioni che hanno partecipato a Miss Universo per numero di vittorie ottenute dal 1952 al 2009. Da notare che dal 1990 al 2000 vennero rese note soltanto le prime tre classificate.
| Nazione           | Miss Universo | Anni                                                 |
| ----------------- | ------------- | ---------------------------------------------------- |
| Stati Uniti       | 9             | 1954, 1956, 1960, 1967, 1980, 1995, 1997, 2012, 2022 |
| Venezuela         | 7             | 1979, 1981, 1986, 1996, 2008, 2009, 2013             |
| Porto Rico        | 5             | 1970, 1985, 1993, 2001, 2006                         |
| Filippine         | 4             | 1969, 1973, 2015, 2018                               |
| India             | 3             | 1994, 2000, 2021                                     |
| Messico           | 3             | 1991, 2010, 2020                                     |
| Sudafrica         | 3             | 1978, 2017, 2019                                     |
| Svezia            | 3             | 1955, 1966, 1984                                     |
| Francia           | 2             | 1953, 2016                                           |
| Colombia          | 2             | 1958, 2014                                           |
| Giappone          | 2             | 1959, 2007                                           |
| Canada            | 2             | 1982, 2005                                           |
| Australia         | 2             | 1972, 2004                                           |
| Trinidad e Tobago | 2             | 1977, 1998                                           |
| Thailandia        | 2             | 1965, 1988                                           |
| Finlandia         | 2             | 1952, 1975                                           |
| Brasile           | 2             | 1963, 1968                                           |
| Danimarca         | 1             | 2024                                                 |
| Nicaragua         | 1             | 2023                                                 |
| Angola            | 1             | 2011                                                 |
| Rep. Dominicana   | 1             | 2003                                                 |
| Panama            | 1             | 2002                                                 |
| Russia            | 1             | 2002                                                 |
| Botswana          | 1             | 1999                                                 |
| Namibia           | 1             | 1992                                                 |
| Norvegia          | 1             | 1990                                                 |
| Paesi Bassi       | 1             | 1989                                                 |
| Cile              | 1             | 1987                                                 |
| Nuova Zelanda     | 1             | 1983                                                 |
| Israele           | 1             | 1976                                                 |
| Spagna            | 1             | 1974                                                 |
| Libano            | 1             | 1971                                                 |
| Grecia            | 1             | 1964                                                 |
| Argentina         | 1             | 1962                                                 |
| Germania          | 1             | 1961                                                 |
| Perù              | 1             | 1957                                                 |